# Мухтар Кожа (Ходжаев)
Мухтар Бахадырулы Кожа (Ходжаев) — археолог, доктор исторических наук, профессор Международного казахско-турецкого университета имени Ходжа Ахмеда Ясави.
Родился в 1960 году в селе Рабат Казыгуртского района Туркестанской области.
В 1983 году окончил кафедру археологии и этнографии исторического факультета Казахского государственного университета.
С 1983 по 1988 годы — преподаватель исторического факультета Шымкентского педагогического института.
С 1988 по 1997 годы — заведующий отделом археологии Отрарского государственного археологического заповедника-музея (село Шаульдер, Кзылкумский район, Южно-Казахстанская область).
В 1996 году защитил диссертацию на соискание учёной степени кандидата исторических наук по теме «Позднесредневековое керамическое производство Отрара».
В 1997 году — заместитель директора по научной работе Отрарского государственного археологического заповедника-музея.
С 1997 по 2004 годы — директор Отрарского государственного археологического заповедника-музея.
С 2001 по 2005 годы — национальный эксперт в проекте ЮНЕСКО/Японии «Сохранение и реставрация древнего городища Отрар».
С 2005 по 2006 годы — научный сотрудник отдела археологии Центрального музея Республики Казахстан (г. Алматы).
С 2006 года — младший научный сотрудник научно-исследовательского центра Международного казахско-турецкого университета имени Ходжа Ахмеда Ясави.
В 2009 году защитил диссертацию на соискание учёной степени доктора исторических наук «Средневековый Отрар (по данным историко-археологических источников)».
С 2010 года — профессор кафедры истории Международного казахско-турецкого университета имени Ходжа Ахмеда Ясави.
С 2019 года — главный научный сотрудник Института археологии Международного казахско-турецкого университета имени Ходжа Ахмеда Ясави.
С 1988 года участвовал в исследованиях Южно-Казахстанской комплексной экспедиции под руководством К.А. Акишева, позднее — К.М. Байпакова, а также в Новостроечной экспедиции Л.Б. Ерзаковича. Руководил раскопками поселения гончаров Мыншункур (1989–1995), исследовал некрополь Кокмардан (1989–1990), городище Отрартобе (1995). В 2009 году руководил археологическими исследованиями могильника Хан моласы (Айтекебийский район, Актюбинская область).
Участвовал в раскопках городищ Сарайчик, Туркестан, Тараз, Сыгнак, караван-сарая на плато Устюрт. Исследовал археологические и архитектурные памятники в Туркестанской и Кызылординской областях. В 1996–1999 годах участвовал в археолого-антропологических исследованиях могилы Абылай-хана в Туркестане.
Среди достижений в полевой археологии М.Б. Кожи — открытие и раскопки поселения гончаров Мыншункур в Отрарском оазисе, обнаружение городища Шаншар (I в. до н. э.) в песках Кызылкум, выявление внешней «длинной» стены городища Отрартобе, раскопки дворца Бердибека, исследования могилы хана Абылая в Туркестане.
М.Б. Кожа является редактором и одним из авторов коллективных публикаций «Киса-дастан Шынгыс хан» Узгенди и «Қазақ хандары».
Лауреат премии Союза молодежи Казахстана в области науки и техники (1994), награждён юбилейной медалью «Қазақстан Республикасының тәуелсіздігіне 10 жыл», удостоен почётного звания «Мәдениет қайраткері», член Союза журналистов Казахстана.
Автор и соавтор 8 монографий и более 300 статей и докладов, опубликованных в Казахстане, России, Германии, США, Турции, Китае и других странах.

## Основные публикации[2]
1.     Қожаев М. Отырардағы керамика өндірісі. Монография. Түркістан: «Мұра», 1996. — 160 б.
2.     Қожаев М. Арыстанбаб және оның кесенесі. Шымкент: «Жібек жолы», 1996. — 47 б.
3.     Смағұлұлы О., Қожаев М., Оразаққызы А. Абылай хан. Тарихи-антропологиялық зерттеу. Монография. Алматы: «Атамұра», 1999.
4.     Кожа М. История Ясы-Туркестана. Иасы-Түркістан тарихы. Алматы: Қазақпарат, 2000. — 44 б.
5.     Қожа М. Ортағасырлық Отырар. Аңыздар, деректер, зерттеулер. Монография. Түркістан: Тұран, 2006. — 238 б.
6.     Кожа М. Памятники земледельческой культуры. Историко-культурный атлас казахского народа. Алматы: Print-S, 2011. С. 155–171.
7.     Mausoleum of Khoja Ahmed Yasavi (в соавторстве с А.К. Муминовым, С. Моллаканагатулы, М.Ж. Садыкбековым, Ж.М. Нурбековым). Алматы: «Эффект», 2011, 2013, 2023. — 208 с.
8.     Кожа М. Города и аграрные селения казахских ханств // Эпистолярное наследие казахской правящей элиты. Т.1. Алматы, 2014. С. 621–642.
9.     Краткий энциклопедический словарь исторических топонимов Казахстана (в соавторстве с А. Горбуновым, З. Джандосовой, И. Ерофеевой, Е. Оразбек, М. Семби, Г. Султангалиевой). Алматы, 2014. — 528 с.
10. Қожа М. Ортағасырлық Отырар тарихы. Тарихи-археологиялық деректер негізінде. Монография. Нұрсұлтан, 2019. — 416 б.
11. Қожа М., Есжан М., Бегалиева А. Орта Азия мен Қазақстан археологиясын және М.Е. Массон. Монография. Алматы: Қазақ университеті, 2020. — 216 б.
12. Смағұлұлы О., Қожа М., Оразаққызы А. Абылай хан. Тарихи-антропологиялық зерттеу. Монография. Алматы: Атамұра, 2023. — 208 б.
13. Мавзолей Джучи-хана: история исследования. Коллективная монография. Э.Р. Усманова, К.З. Ускенбай, М.Б. Кожа, И.П. Панюшкина. Самарканд: Международный институт центральноазиатских исследований, 2024. — 284 с.